# حي بير زيد (صنعاء)

تعديل مصدري - تعديل

حي بير زيد هو أحد أحياء منطقة الروضة شمال العاصمة اليمنية صنعاء، بلغ تعداد سكانه 1689 نسمة حسب التعداد السكاني في اليمن لعام 2004.

## حارات الحي
| الحارة/المحلة    | عدد المساكن | عدد الأسر | الذكور | الأناث | الإجمالي |
| ---------------- | ----------- | --------- | ------ | ------ | -------- |
| [[حارة السباعي   | 25          | 23        | 75     | 72     | 147      |
| [[حارة العلفي    | 69          | 59        | 232    | 226    | 458      |
| [[حارة السيد علي | 79          | 77        | 340    | 328    | 668      |
| [[حارة بير نصر   | 38          | 37        | 150    | 138    | 288      |
| [[حارة حمزة      | 25          | 19        | 73     | 55     | 128      |